# Marées de lumière
Marées de lumière (titre original : Tides of Light) est un roman de science-fiction de l'auteur américain Gregory Benford paru en 1990 (vo 1989) . Il constitue le quatrième du cycle Le Centre galactique.

## Résumé
À bord de l’Argo, un ancien vaisseau humain qu'ils maitrisent à peine, la famille LeFou dirigée par Killeen s'est échappée de la planète Nivale où elle était pourchassée par les Mécas. Ils se dirigent vers le centre de la galaxie d'où proviennent des messages énigmatiques mais où la présence Mécas est forte.
Après deux ans de voyage, ils abordent une planète où d'autres familles humaines se battent contre des Cybers (ou myriapodes), êtres mi organiques mi mécaniques. Mais les Mécas sont également présents et ne semblent pas étrangers à cette situation, sans parler de leur opération d'extraction massive des ressources de niveau planétaire.